# مقاطعة بلد حواء
مقاطعة بلد حواء (بالصومالية: Degmada Beled Xaawo)‏ إحدى مقاطعات محافظة جدو جنوب غرب الصومال، عاصمتها بلد حواء.
في عام 2000، كان نور متان عبدي رئيسا لإدارة المقاطعة.

## روابط خارجية
- مقاطعات الصومال
- الخريطة الإدارية لمقاطعة بلد حواء